# Jacques Louis de Bournon
Jacques Louis Comte de Bournon (* 21. Januar 1751 in  Metz; † 25. August 1825 in Versailles) war ein französischer Kristallograph und Mineraloge.
Bournon interessierte sich durch seinen Vater beeinflusst schon früh für Mineralien und war später Schüler von Jean-Baptiste Romé de L’Isle. Als Angehöriger des höheren Adels (Comte = Graf) schlug er zunächst eine militärische Karriere ein, wurde Artillerieoffizier und brachte es bis zum Leutnant, zuletzt in der Garnison in Grenoble. In der französischen Revolution emigrierte er nach Deutschland, wo er erst bis zu deren Auflösung in der Armee der Royalisten diente, und England, wo er sich wieder der Mineralogie widmete. Er war seit 1802 Fellow der Royal Society, klassifizierte die Sammlungen englischer Adliger (Charles Francis Greville, Sir John St Aubyn, 5th Baronet, Sir Abraham Hume, 2nd Baronet), hielt Vorlesungen, war 1807 eines der Gründungsmitglieder der Geological Society of London und 1811 bis 1814 erster ausländischer Sekretär dieser wissenschaftlichen Gesellschaft. 1814 nach Frankreich zurückgekehrt, wurde er vom König mit hohen Orden (Ordre royal et militaire de Saint-Louis, Ehrenlegion) ausgezeichnet und Direktor der Mineraliensammlung des Königs. 
1802 beschrieb er Chondren, die Silikatkugeln in Chondriten. Er war einer der ersten französischen Wissenschaftler, die den extraterrestrischen Ursprung von Meteoriten vertraten (man nahm damals häufig an, sie kämen vom Mond), da sie sich in der Struktur von irdischen Gesteinen stark unterschieden. Ein anderer prominenter Vertreter dieser These war damals Ernst Florens Friedrich Chladni.  In der Analyse von Meteoriten arbeitete er mit Edward Charles Howard zusammen. Er veröffentlichte 1808 sein Hauptwerk über die Kristallisation von Calcit und Aragonit und setzte sich kritisch mit dem Werk des Kristallographen René-Just Haüy auseinander. 
Das Mineral Bournonit ist ihm zu Ehren benannt. Er beschrieb es 1804 und nannte es Endellionit.
Er war der Bruder der Romanschriftstellerin Charlotte de Bournon (1753–1842).

## Schriften
- Essa sur la lithologie des environs de St. Etienne-en-Forez et sur l’origine de sos charbons de pierre 1785
- Traité complet de la chaux carbonatée et de l’aragonite, 3 Bände, 1808
- Catalogue de la collection minéralogique, 1813
- Catalogue de la collection minéralogique particulière du roi, 2 Bände 1817
- Description du goniometrie perfectionné 1824